# Soahany
Soahany est une ville et une commune urbaine de l'Ouest de Madagascar, appartenant au district d'Antsalova, appartenant à la région de Melaky, dans la province de Majunga.

## Démographie
La population est estimée à environ 10 000 habitants en 2001.

## Économie
90 % de la population travaillent dans le secteur agricole. Les principales cultures sont principalement le riz, le maïs, la canne à sucre et le manioc.